# Gastrolobium tetragonophyllum
Gastrolobium tetragonophyllum là một loài thực vật có hoa trong họ Đậu. Loài này được (E.Pritz.) Crisp miêu tả khoa học đầu tiên.